# Peter Koning
Peter Koning (Venhuizen, Drechterland, 3 de desembre de 1990) és un ciclista neerlandès, professional des del 2012. Actualment corre a l'equip Aqua Blue Sport.

## Palmarès
- 2007
  -  Campió dels Països Baixos júnior en contrarellotge
- 2012
  -  Campió dels Països Baixos sub-23 en contrarellotge
- 2013
  - 1r a la Ronde van Zuid-Oost Friesland
- 2016
  - Vencedor d'una etapa al Tour de San Luis
  - Vencedor d'una etapa al Tour de l'Iran
- 2019
  - 1r al Tour de Mersin i vencedor d'una etapa

### Resultats a la Volta a Espanya
- 2017. 141è de la classificació general